# Karl Bleibtreu
Karl Bleibtreu (Berlin, 13. siječnja 1859. – Locarno, 30. siječnja 1928.), njemački književnik
Bio je kritičar, kazališni pisac i pripovjedač. Kao radikalan naturalist zahtijeva aktivan angažman književnosti u svim društvenim problemima. Osnovne teme su mu velegradski život i rat.
Djela:
- "Loše društvo",
- "Ludilo veličine",
- "Revolucija književnosti",
- "Svjetski požar".